# Diplomatica
Diplomatica (Diplomacy & Business) est un mensuel marocain bilingue (français/anglais) créé en 1999 et consacré aux relations internationales. Diffusé dans 60 pays, mais principalement dans le Maghreb, il se veut progressiste et indépendant. Depuis décembre 2005, il paraît en format élégant (23x29), sur 100 pages.

## Structure
Les rubriques de ce mensuel sont :
Premier cahier
- Dazibao: les brèves internationales
- Document: les activités du roi Mohammed VI
- Détour: les activités des princes et princesses marocains
- Diplomatie: deux rencontres marquantes en diplomatique économique
- Dossier: le grand dossier du mois, consacré à un pays
- Dialogue: interview exclusive avec une figure de la diplomatie mondiale
- Décryptage: deux analyses géopolitiques

Deuxième cahier
- Délices: l'Ambassadeur « aux fourneaux » présente la gastronomie de son pays
- Diaporama: les activités culturelles d'envergure internationale
- Drive: les rencontres golfiques sélectionnées par le magazine
- Dévouement: les activités caritatives menées par les missions étrangères
- Diplomates: les pages "people" du mois

## Actionnariat
Le mensuel Diplomatica est édité par la SARL Polyzone.
La société éditrice, Polyzone, est gérée par un Conseil d'Administration de trois membres, dont les mandats ont été re-confirmés pour un an, le 1er janvier 2010:
- Abdelati Habek, Gérant;
- M'Hammed Guennoune, Administrateur délégué;
- Jean-Christophe Bertrand, Rédacteur en chef.

## Historique
- 1999 : fondation
- 3 janvier 1999 : Première édition
- 15 novembre 2005 : Diplomatica passe au format demi-tabloïd. Il est imprimé, désormais, chez l'imprimerie Idéale, à Casablanca, où le groupe a investi 1 million de dirhams.
- 15 décembre 2006 : à la suite de l'entrée d'un nouveau groupe dans l'actionnariat de Diplomatica, les membres fondateurs signent une convention qui garantit l'indépendance de la rédaction.
- 1er juin 2007 : la rédaction se dote d'un think-tank, l'association sans but lucratif "Fondation Diplomatica", qui a pour objet l’élargissement du champ de compétence de Diplomatica en s’attachant les services d'un très grand nombre de spécialistes étrangers des relations internationales.
- 1er août 2007 : Diplomatica passe au format (23x29), plus aéré et dans l'air du temps. Le magazine s'adjoint une deuxième langue: l'anglais, afin de répondre à la demande des lecteurs étrangers et ainsi étendre sa diffusion internationale, qui constitue à cette date 32 % de son marché.

## Personnalités liées au journal
- Abdelati Habek, directeur responsable
- M'Hammed Guennoune, directeur général
- Jean-Christophe Bertrand, rédacteur en chef
- Batoul Nafakh-Lazraq, conseiller à la rédaction
- Soumia Aichi, grand reporter
- Marie-Jeanne Durand, grand reporter

## Contributeurs aux analyses géopolitiques
Diplomatica apporte à ses lecteurs les voix les plus innovatrices et les plus influentes. La qualité de ces auteurs et la richesse des points de vue exprimés constituent aujourd'hui l'identité même du magazine.
- Robert Badinter, Ancien Ministre français de la Justice ;
- Jorge Castañeda, Ancien Ministre des Affaires étrangères mexicain ;
- Ralf Dahrendorf, Membre de la Chambre des Lords britannique ;
- Joschka Fischer, Ancien Vice-Chancelier allemand ;
- George Fletcher, Juriste américain, Professeur à la Columbia University ;
- Bronislaw Geremek, Ancien Ministre des Affaires étrangères polonais ;
- Richard N. Haass, Président du Council on Foreign Relations américain ;
- Monica Macovei, Ancien Ministre roumain de la Justice ;
- Mahathir Mohamad, Ancien Premier ministre malaisien;
- Michel Rocard, Ancien Premier ministre français ;
- Peter Singer, Philosophe australien, Princeton University ;
- George Soros, Financier et philanthrope ;
- Alvaro de Vasconcelos, Directeur de l'Institut d'Études et de Sécurité.